# Olle Björkman
Olof ”Olle” Erik Björkman, född 29 juli 1933 i Jönköpings Sofia församling, död i december 2021 i Palo Alto i Kalifornien, var en svensk-amerikansk biolog. Han disputerade 1967 vid Uppsala universitet och var professor emeritus i biologi vid Carnegie Institution for Science, Department of Plant Biology, i Stanford, Kalifornien. Björkman invaldes 1989 som utländsk ledamot av svenska Vetenskapsakademien.

### Tryckt litteratur
- Kungl. vetenskapsakademien, Matrikel 1998/1999, ISSN 0302-6558, sid. 44.

### Fotnoter
1. ↑  Minnesord i Svenska Dagbladet, 15 januari 2022, sid. 56
2. ↑  Björkman, Olle (1967) (på engelska). Comparative studies on photosynthetic properties of species and races of higher plants from ecologically diverse habitats.. Uppsala. Libris 1256385